# Антониоли, Маттиа
Маттиа Антониоли (итал. Mattia Antonioli; род. 6 августа 1996 года) — итальянский шорт-трекист. Чемпион Европы 2025 года, серебряный и бронзовый призёр чемпионатов Европы по шорт-треку.

## Спортивная карьера
Маттиа начал заниматься шорт-треком в Бормио в возрасте шести лет. Его двоюродная сестра Асия также занимается конькобежным спортом.
На чемпионате Европы 2020 года в Дебрецене он в составе итальянской команды выиграл бронзовую медаль в эстафете на 5000 метров.
Принял участие в соревнованиях на чемпионате Европы 2023 года в Гданьске, где завоевал серебряную медаль в мужской эстафете.